# Институт-форум по исследованию меньшинств
Институт-форум по исследованию меньшинств или Форум-институт (венг. Forum Kisebbségkutató Intézet или Forum Intézet, слов. Forum inštitút pre výskum menšín или Forum inštitút) — словацкая межэтническая организация и аналитический центр. Основное внимание в Институте уделяется этническим меньшинствам, проживающим в Словакии.

## Концепция
В сферу деятельности входит изучение и документирование этнических меньшинств страны, освещение вопросов миграции, публикация результатов изучения этносов Словакии, ведение библиотеки исторических документов и фотографий, относящихся к межэтническим отношениям в республике. Представители института регулярно высказываются по поводу государственной политики в отношении этнических меньшинств. В особенности в центре внимания работы Института находится положение венгров в Словакии. Деятельность института иногда вызывает критику со стороны националистов.

## История
Институт был основан в 1996 году фондом Katedra Foundation и фондом Forum Foundation в городе Дунайска-Стреда. В 1999 году под их общей эгидой были основаны два партнерских учреждения:
1. Forum Information Centre обеспечивает просветительские программы и социальное служение.
2. Forum Regional Development Centre занимается развитием сельских районов и планированием малых территорий[9].

Институт-форум по исследованию меньшинств включает эти организации. Концорциум носит сокращенное название — Форум-институт. В 2002 году организация переехала в Шаморин. Президентом института является политолог Ласло Оллёс (László Öllös).